# NGC 2582
NGC 2582 é uma galáxia espiral barrada (SBab) localizada na direcção da constelação de Cancer. Possui uma declinação de +20° 20' 03" e uma ascensão recta de 8 horas, 25 minutos e 12,1 segundos.
A galáxia NGC 2582 foi descoberta em 22 de Fevereiro de 1789 por William Herschel.